# Trjavna
Trjavna (bulharsky Трявна) je město v centrálním severu Bulharska, v údolí na severních svazích Staré planiny. Město je správním střediskem stejnojmenné obštiny a má přibližně 8 300 obyvatel.

## Historie
Ve starověku bylo oblast osídlena Thráky, jak svědčí pozůstatky thrácké svatyně 7 km severovýchodně od města, a později se stala součástí Římské říše. Římané zbudovali přes hory silnici, která vedla z Discoduratera (dnešní vesnice Gostilica) do Augusta Traiana (dnes Stara Zagora).
Za raného středověku sem přišli Slované a oblast se stala součástí Bulharské říše. V blízkých průsmycích porazil chán Krum v noci z 25. na 26. července 811 byzantského císaře Nikefora. Podle legendy se poblíž narodili pozdější vládci Bulharska Asen a Petr a povstali proti byzantské nadvládě, protože jim císař odmítl povolit postavit pevnost v nedalekých horách. Doloženo je, že ve zdejším průsmyku porazili v roce 1190 vojska císaře Izáka II Angela, který se po obnovení Bulharské říše pokusil obnovit byzantskou moc. Na počest vítězství byl zde postaven první kostel svatého archanděla Michaela. Podle jiné legendy získala obec jméno podle toho, že se na zdejších loukách pásli koně cara Ivana Asena II., který zde měl mít svůj letní palác. Na nedaleké náhorní plošině je historická oblast Strinava, která byla jako strategické místo opevněna čtyřmi pevnostmi Strinava (Carovište), Boruna, Kuklata a Kaleto. Dodnes se zde dochovaly zbytky pevnostních zdí a základy budov a v okolí byly nalezeny mince, šípy, kopí, meče a dokonce visací zámek o hmotnosti 13 kg.
Na konci 14. století sem dosáhla turecká invaze. V roce 1393 se Trnovo dostalo pod osmanskou nadvládu. Po jeho pádu se v okolních vesnicích usazovali uprchlíci odtamtud, především duchovenstvo a rodiny a bojarů. Obyvatelé žijící na území dnešního města zajišťovali průjezd přes hory a poskytovali ochranu průsmyků od 13. nebo 14. století, což se promítlo do jejich postavení v osmanské struktuře, ve které si jako derbendžijové zachovali jistá privilegia pramenící z jejich polovojenského postavení. To bylo upraveno zvláštním sultánským dekretem z 8. dubna 1565, který je první písemnou zmínkou o místě. Dekret určuje, aby na hoře zvané Tiravna  byla založena osada, jejíž obyvatelé mají mít povinnost chránit a střežit průchod před lupiči, za což budou osvobozeni od státních břemen a obvyklých odvodů. V 17. a 18. století se Trjavna rychle rozrůstala. Do města se přicházeli přistěhovalci z Drinopolu, Tetevenu i odjinud. Nedostatek úrodné půdy nutil lidi hledat jiné živobytí a příležitosti, jako je obchod. Postupně se tu do konce 17. století rozvinula mnohá řemesla, zejména řezbářství, ikonografie a další umělecké řemesla. Později se místní podnikatelé začali zabývat produkcí hedvábí a pěstováním růží. Místní zboží se dostávalo na nejvzdálenější trhy Osmanské říše a i za její hranice do Rakouska, Valašska a Ruska. 
Obyvatelé Trjavny se zúčastnili dubnového povstání poté, co 25. dubna 1876 dorazil do města posel z Panagjurište s dopisem vyzývajícím k okamžité vzpouře. Během deseti dnů se shromáždil oddíl 50 lidí, který pod vedením vojvody Christa Patreva obsadil město 5. května, aniž by narazil na odpor. 9. května vedl oddíl, který se rozrostl na 110 mužů, obranu vesnice Nova Machala proti bašibozukům a pravidelné turecké armádě. Díky vhodně zvolené pozici a svojí organizaci se mu podařilo třikrát odrazit útok, nicméně kvůli hladu a nedostatku munice musel ustoupit. Rusko-turecké války v letech 1877 – 1878 se zúčastnilo více než 200 místních občanů a také se aktivně podíleli na pomoci ruským jednotkám v bitvách u Šipky. Trjavna byla osvobozena 29. června 1877.
Po vzniku Bulharského knížectví se z bývalých řemeslných dílen se staly malé podniky na výrobu nábytku a textilu. Ve druhé polovině 19. století zde rostly moderní podniky na výrobu vlněných textilií, pleteného zboží, nábytku, strojírenství a vojenských výrobků. Zároveň byly využívány přírodní zdroje krásného regionu a rozvinul se cestovní ruch; první turisté sem dorazili roku 1896. V roce 1910 byl založen Spolek pro kulturní a hospodářské pozvednutí města a jeho vedení vynakládalo velké úsilí o rozvoj obce a vytvoření zázemí pro turisty. O zdejším letovisku byla v roce 1937 vydána kniha a pohlednice a tako bylo něm natočen film.

## Obyvatelstvo
Ve městě žije 8 416 obyvatel a je zde trvale hlášeno 9 145 obyvatel. Vývoj počtu obyvatel ukazuje následující tabulka.
| Trjavna                                                                  | Trjavna | Trjavna | Trjavna | Trjavna | Trjavna | Trjavna | Trjavna | Trjavna | Trjavna | Trjavna |
| ------------------------------------------------------------------------ | ------- | ------- | ------- | ------- | ------- | ------- | ------- | ------- | ------- | ------- |
| Rok                                                                      | 1946    | 1956    | 1965    | 1975    | 1985    | 1992    | 2001    | 2005    | 2007    | 2009    |
| Obyvatel                                                                 | 4 355   | 5 965   | 9 690   | 12 532  | 12 909  | 12 491  | 11 131  | 10 393  | 10 160  | 9 831   |
| Zdroje: Národní statistický úřad, Citypopulation.de, Pop-stat.mashke.org |         |         |         |         |         |         |         |         |         |         |

Podle sčítání 1. února 2011 bylo národnostní složení následující:
- Bulhaři: 8 873 (97.8 %)
- Turci: 52 (0.6 %)
- Romové: 48 (0.5 %)
- ostatní: 102 (1.1 %)